# Olivbrun gytterlav
Olivbrun gytterlav (Fuscopannaria mediterranea) är en lavart som först beskrevs av Tav., och fick sitt nu gällande namn av P. M. Jørg. Olivbrun gytterlav ingår i släktet Fuscopannaria och familjen Pannariaceae.  Arten är reproducerande i Sverige. Inga underarter finns listade i Catalogue of Life.